# Gmar Gavi'a
Gmar Gavi'a (hebreu: גמר גביע‎), estrenada internacionalment com a Cup Final és una pel·lícula israeliana de 1991 ambientada durant la invasió de 1982 de Líban per Israel i la Copa del Món de Futbol de 1982 dirigida per Eran Riklis.

## Trama
Un jove soldat israelià, Cohen, és segrestat per un grup de lluitadors palestins que el tenen com a ostatge durant el conflicte. La Copa del Món de Futbol de 1982 passa durant la invasió, i el seu amor mutu pel futbol, i en particular la selecció de futbol d'Itàlia, ajuda a trencar les barreres del nacionalisme i el bagatge històric que porten ambdós. Es forja una mena d'aliança entre els dos homes. La seva relació es dirigeix cap a un final tràgic quan l'equip italià, juntament amb el golejador Paolo Rossi, marxen cap a la victòria de la final de la Copa Mundial de la FIFA 1982.

## Recepció
En escrivint a The Washington Post, Hal Hinson va qualificar Cup Final com "una pel·lícula poderosa, però una de les grans pel·lícules més modestes que s'han fet mai". Hanson comenta que la relació entre Cohen i Ziad (el comandant palestí) és "bonicament desajustada" i que la idea central de la pel·lícula que els homes que lluiten les guerres "d'altra manera estarien penjats sobre la tanca del pati del darrere com a veritables amics" es va presentar de manera commovedora. Stephen Holden, a The New York Times, se centra en la similitud entre la lleialtat de Ziad i Cohen al seu equip (Itàlia) i la seva igualment fervent lleialtat militar. a Palestina i Israel. Holden escriu que, tot i que de vegades la pel·lícula és "avorrida" pel seu afany de fer-ho, té èxit en les seves representacions de la guerra, els mitjans de comunicació i en el treball dels dos actors principals, Moshe Ivgi. que interpreta Cohen, el soldat israelià segrestat, i Muhamad Bacri, que interpreta Ziad, el comando de l'OAP.

## Festivals
- Festival Internacional de Cinema de Berlín (20 de febrer de 1992)
- 17è Festival Internacional de Cinema de Moscou (1991)[4]
- Va guanyar la Palmera de Plata a la XII edició de la Mostra de València[5]